# Wimp (BACK-ONの曲)
「wimp ft. Lil’ Fang (from FAKY)」（ウィンプ・フィーチャリング・リル ファング・フロム・フェイキー）は、BACK-ONの楽曲である。2014年3月12日にcutting edgeから13枚目のシングルとして発売された。

## 背景
「wimp」は、前作シングル曲「ニブンノイチ」と同じく、テレビ東京系アニメ『ガンダムビルドファイターズ』のオープニングテーマとして使用されている楽曲。楽曲のタイトル「wimp」は「弱虫」という意味で、TEEDAは「『ニブンノイチ』の歌詞と繋がっていることを出したかった」とし、「『ニブンノイチ』では1人じゃないということに気がついて、自信がついたけど、『wimp』ではそんな仲間が大事すぎて、臆病になってしまう。だけど仲間のことを思っていることもお前の力なんじゃないか？という思いを歌詞に込めている」と語っている。
楽曲の制作当時、GORIは『ガンダムビルドファイターズ』を視聴しており、後半から世界大会が開始されバトルが多くなることを想定し、「バトルに合わせてちょっと激しめの楽曲にしたほうがいいんじゃないか」と考えたとのこと。なお、楽曲の制作時は、「ニブンノイチ」制作時にアニメの監督から得た作品の情報から、曲や歌詞が考え出され、TEEDA曰く「J-ROCKやJ-POPでものすごく出てくるけど、すごく強い言葉」である「ひとりじゃない」というキーワードが使用されることとなった。
これまでとの違いを出すことを目的に、ゲストボーカルとしてFAKYのLil' Fangが参加しており、GORIは「いい意味でみなさんの期待を裏切れたんじゃないかなと思っている」としている。
シングルのカップリング曲として収録されている「Traumatic」は、ポジティブな曲が多いBACK-ONには珍しく、モヤモヤした気持ちから抜け出せないということを歌った楽曲。もう少しBACK-ONの濃い部分を入れたい気持ちがあり、BACK-ONがポジティブな歌だけではないことや、『ガンダム』だけのバンドだと言われたくないことなど、様々な気持ちが込められている。

## リリース
シングル『wimp ft. Lil' Fang (from FAKY)』は、通常盤、CD+GOODS盤、CD+DVD盤の3形態で発売され、CD+GOODS盤には「HG 1/144 センゴクアストレイ頑駄無 プラフスキーパーティクルクリアver.」が付属し、CD+DVD盤には表題曲のミュージック・ビデオなどを収録したDVDが付属。CDの発売に先駆け、表題曲のアニメサイズバージョンが配信限定で発売されたほか、YouTubeでスポットムービーが公開された。通常盤とCD+DVD盤の2形態にのみ、ゲームアプリ『SDガンダム GGENERATION FRONTIER』のタイアップ曲である「Around the world」が収録されている。
シングル『wimp ft. Lil' Fang (from FAKY)』は、オリコン週間シングルランキングとBillboard Japan Top Singles Salesでそれぞれ最高位13位を獲得。また、Billboard Japan Hot 100では最高位50位を獲得。

## 収録曲
| 全作詞・作曲: BACK-ON。 |                                                     |         |            |      |
| #                       | タイトル                                            | 作詞    | 作曲・編曲 | 時間 |
| 1.                      | 「wimp ft. Lil’ Fang (from FAKY)」                  | BACK-ON | BACK-ON    | 3:45 |
| 2.                      | 「Traumatic」                                       | BACK-ON | BACK-ON    | 3:20 |
| 3.                      | 「Around the world」                                | BACK-ON | BACK-ON    | 3:01 |
| 4.                      | 「wimp」                                            | BACK-ON | BACK-ON    | 3:45 |
| 5.                      | 「wimp ft. Lil’ Fang (from FAKY) 〜instrumental〜」 | BACK-ON | BACK-ON    | 3:44 |
| 6.                      | 「Traumatic 〜instrumental〜」                      | BACK-ON | BACK-ON    | 3:21 |
| 合計時間:               | 合計時間:                                           | 20:56   |            |      |

| 全作詞・作曲: BACK-ON。 |                                                     |         |            |      |
| #                       | タイトル                                            | 作詞    | 作曲・編曲 | 時間 |
| 1.                      | 「wimp ft. Lil’ Fang (from FAKY)」                  | BACK-ON | BACK-ON    | 3:44 |
| 2.                      | 「Traumatic」                                       | BACK-ON | BACK-ON    | 3:19 |
| 3.                      | 「wimp」                                            | BACK-ON | BACK-ON    | 3:43 |
| 4.                      | 「wimp ft. Lil’ Fang (from FAKY) 〜instrumental〜」 | BACK-ON | BACK-ON    | 3:43 |
| 5.                      | 「Traumatic 〜instrumental〜」                      | BACK-ON | BACK-ON    | 3:21 |
| 合計時間:               | 合計時間:                                           | 17:50   |            |      |

| #  | タイトル                                                                    | 作詞 | 作曲・編曲 |
| -- | --------------------------------------------------------------------------- | ---- | ---------- |
| 1. | 「wimp ft. Lil’ Fang (from FAKY)」                                          |      |            |
| 2. | 「ニブンノイチ」(LIVE:Family Mart Presents MUSIC FOR ALL, ALL FOR ONE 2013) |      |            |
| 3. | 「wimp」(LIVE:Family Mart Presents MUSIC FOR ALL, ALL FOR ONE 2013)         |      |            |